# بالديب سينغ
بالديب سينغ (17 أغسطس 1982 ببنجاب في الهند - ) هو لاعب كرة قدم هندي في مركز الدفاع. لعب مع نادي جاجاتجيت للقطن والمنسوجات ‏ وUnited Sikkim FC ‏ ونادي طيران الهند.